# Sigma Corporation
Sigma Corporation (株式会社シグマ, Kabushiki-gaisha Shiguma) é uma companhia japonesa fabricante de câmaras, objetivas, flashes e outros acessórios fotográficos fundada no ano 1961. Todos os produtos da Sigma são produzidos na fábrica Aizu que a companhia tem em Bandai, Fukushima, Japão. Além disso, a Sigma fabrica vários modelos de câmaras. A companhia é mais conhecida pela fabricação de lentes e outros acessórios compatíveis com câmaras de outros fabricantes.

## História
- Setembro de 1961: A Sigma Research Center (Centro de Investigação Sigma) é estabelecido em Setagaya-ku.
- Novembro de 1965:  Um novo edifício de escritórios é finalizado na sede localizada em Komae-shi.
- Março de 1968: A organização corporativa foi oficialmente mudada pelo de uma companhia comum.
- Novembro de 1970: O nome comercial é alterado para Sigma Corporation.
- Novembro de 1973: A primeira parte da fábrica integrada de Aizu é finalizada.
- Novembro de 1979: A Sigma Alemanha é criada.
- Fevereiro de 1983: A segunda parte da fábrica integrada de Aizu é finalizada.
- Março de 1983: Finaliza-se a construção do novo edifício sede.
- Maio de 1983: A Sigma Hong Kong é criada.
- Maio de 1986: A Sigma America é criada.
- Maio de 1991: A Sigma Benelux é criada.
- Abril de 1992: A Sigma Singapura é criada.
- Fevereiro de 1993: Completa-se a nova fábrica.
- Setembro de 1993: A Sigma França é criada.
- Novembro de 2000: A Sigma Reino Unido é criada.
- Julio de 2005: Finaliza-se a construção do novo edifício sede.

## Produtos que comercializa

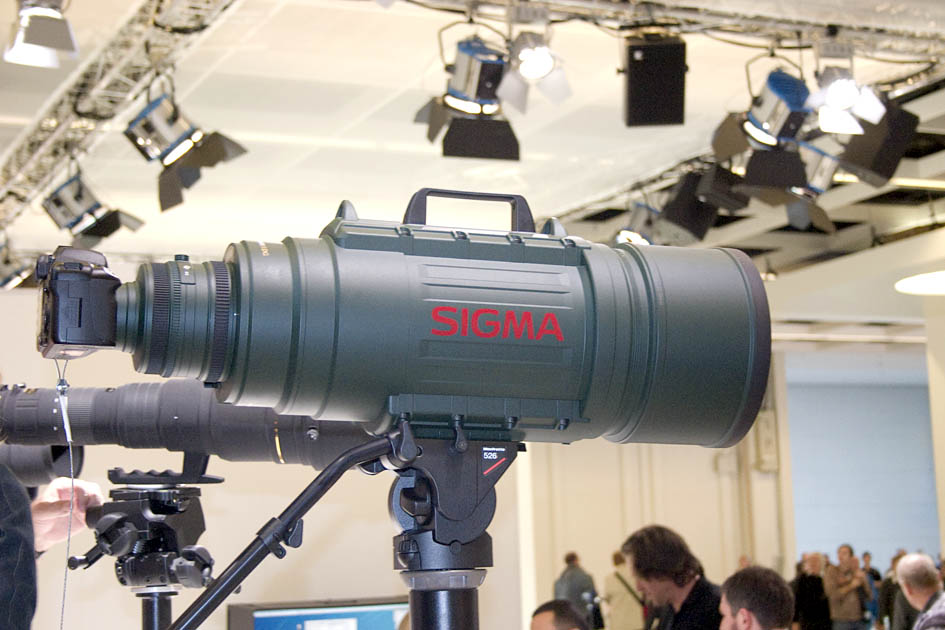
SIGMA 200-500mm F2,8 EX DG.

A Sigma fabrica produtos compatíveis com Canon, Nikon, Pentax, Konica-Minolta e Olympus, bem como suas próprias câmaras.
Pelo geral, as objetivas da Sigma têm preços mais acessíveis que seus equivalentes comercializados pelo fabricante da câmara em questão. Esse é o motivo mais popular pelo qual frequentemente se vendem com um corpo de um terceiro como uma alternativa mais acessível aos kits oficiais. No entanto, a Sigma oferece algumas combinações de objetivas em que não é possível conseguir pelas marcas mais reconhecidas, como o objetivas zoom grande angular 8-16mm (retilínea), 12-24mm para full frame, zoom teleobjetiva 150-500mm, entre outros.
Alguns fabricantes dos Estados Unidos, sem incluir o México nem Canadá, comercializam alguns produtos da Sigma com especificações mais singelas, em especial para competir no preço diretamente com algumas objetivas das duas marcas principais do mundo em fotografia, Canon e Nikon. Pelo geral, estas objetivas não vêm contramarcados Sigma quanto Quantaray, e têm uma percentagem mais elevada de partes plásticas que objetivas oficiais da marca.
As câmaras SLR digitais da Sigma, a SD9 e a SD10, SD15, SD1 e SD1 Merrill (estas duas últimas, as estrelas recentes) se diferenciam de suas competidoras por usar o sensor Foveon X3.